# Frithelstock
Frithelstock är en by och en civil parish i Torridge i Devon i England. Orten har 353 invånare (2011). Byn nämndes i Domedagsboken (Domesday Book) år 1086, och kallades då Fredelestoch/Fredeletestoc.